# Jeu de la guerre des sexes
Pour les articles homonymes, voir Battle of the sexes.
En théorie des jeux, La guerre des sexes est un jeu de coordination à deux joueurs.

## Principe
Un couple s'est donné rendez-vous pour la soirée, mais aucun ne parvient à se souvenir si c'est pour assister à un match de foot ou aller à l'opéra. Le mari préférerait aller voir le foot, la femme aimerait aller à l'opéra. Tous deux préfèrent cependant aller au même endroit plutôt que d'être seuls. S'ils ne peuvent pas communiquer, où iront-ils ?

## Matrice des gains
La matrice des gains ci-dessous est un exemple de résultats du jeu de la guerre des sexes où la femme choisit une ligne et le mari une colonne. Dans chaque cellule, le premier nombre représente le gain de la femme et le second celui du mari.
|          | Opéra | Football |
| Opéra    | 3 ; 2 | 0 ; 0    |
| Football | 0 ; 0 | 2 ; 3    |

Cette représentation ne prend pas en compte les conséquences négatives dans le cas où les joueurs ne choisissent pas seulement des activités différentes, mais aussi celles qui leur plaisent le moins (il va à l'opéra et elle au football). Pour comptabiliser cette possibilité, le résultat du jeu est parfois représenté comme dans la matrice suivante :
|          | Opéra | Football |
| Opéra    | 3 ; 2 | 1 ; 1    |
| Football | 0 ; 0 | 2 ; 3    |

Certains auteurs font référence à ce jeu en l'appelant Bach or Stravinsky et désignent les joueurs simplement comme Joueur 1 et Joueur 2, plutôt que de leur assigner un genre.